# Arsia Chasmata
Arsia Chasmata é uma depressão de bordas íngremes no quadrângulo de Phoenicis Lacus em Marte, localizada a 7,6° S e 119,3° W.  Possui extensão de 81 km e recebeu o nome de uma formação de albedo.